# C12H17BO2
化学式C12H17BO2（摩尔质量：204.07 g/mol）可能指：
- 苯硼酸频哪醇酯，CAS号：24388-23-6
- 4-甲基苯硼酸新戊二醇酯，CAS号：380481-66-3
- 4-环己基苯硼酸，CAS号：374538-04-2

|  | 这个同类索引页列出了具有相同分子式的化学物（即同分異構體）条目。 除非您是有意链接至本页，否则应将相应条目的内部链接指向正确的条目。 |